# Tigre Bianca (costellazione cinese)

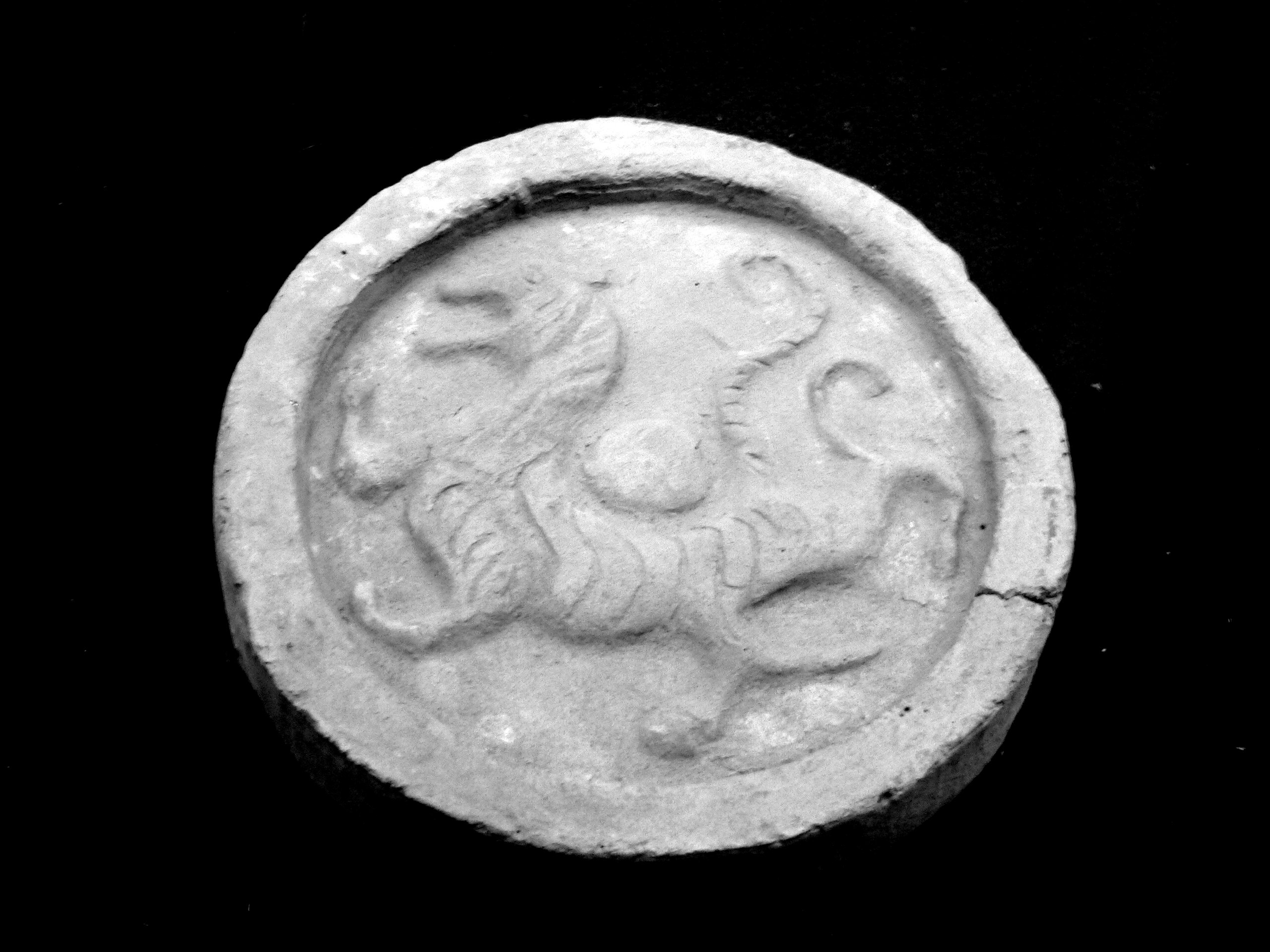
Raffigurazione scultorea della Tigre Bianca dell'Ovest

La Tigre Bianca è uno dei quattro simboli delle costellazioni cinesi. Chiamata anche Tigre Bianca dell'Ovest (cinese:西方白虎, pinyin: Xī Fāng Bái Hǔ), ed è nota come Byakko in Giappone, Baekho in Corea e Bạch Hổ in Vietnam. Rappresenta l'occidente e la stagione autunnale.

## Le sette dimore della Tigre Bianca
Come per gli altri quattro simboli, anche la Tigre Bianca corrisponde a sette "case" (Xiu), o posizioni, della luna. I nomi e le stelle determinative sono:
| Casa n. | Nome (pinyin) | Traduzione         | Stella determinativa |
| ------- | ------------- | ------------------ | -------------------- |
| 15      | 奎 (Kuí)      | Gambe              | Eta Andromedae       |
| 16      | 婁 (Lóu)      | Legame             | Beta Arietis         |
| 17      | 胃 (Wèi)      | Stomaco            | 35 Arietis           |
| 18      | 昴 (Mǎo)      | Chioma             | Alcyone              |
| 19      | 畢 (Bì)       | Rete               | Zeta Tauri           |
| 20      | 觜 (Zī)       | Becco di Tartaruga | Meissa               |
| 21      | 參 (Shēn)     | Tre Stelle         | Alnitak              |

## Origini
Durante la dinastia Han, la popolazione credeva che la tigre fosse il re di tutti gli animali. La leggenda narra che quando una tigre raggiungeva i 500 anni di età la sua coda prendeva una colorazione bianca. In questo modo, la tigre bianca è diventata una specie di creatura mitologica. Si diceva che la tigre bianca sarebbe apparsa solo quando l'imperatore avesse stabilito un regno di virtù assoluta, o se ci fosse stata la pace in tutto il mondo. Il colore bianco per i cinesi nel Wu Xing (cinque elementi) rappresenta anche l'Occidente, così la Tigre Bianca è diventata il mitologico guardiano dell'ovest.

## Nella narrativa
Nel romanzo Shuo Tang Yanyi ("Racconti della dinastia Tang"), si afferma che la reincarnazione della stella della Tigre Bianca sia il generale Luo Cheng (羅成 / 罗成), che servì l'Esercito di Wagang (瓦岗军) e in seguito Li Shimin, e che la reincarnazione della stella del Drago Azzurro sia il generale ribelle Dan Xiongxin (單雄信 / 单雄信, il suo cognome 單 può essere pronunciato come Dān, Chán o Shàn), che servì Wang Shichong. I due sono fratelli fedeli di Qin Shubao e Cheng Yaojin. Si dice che le loro anime dopo la morte possiedano il corpo dei nuovi eroi delle dinastie Tang e Goguryeo, Xue Rengui (薛仁貴 / 薛仁贵) e Yeon Gaesomun (渊盖苏文).

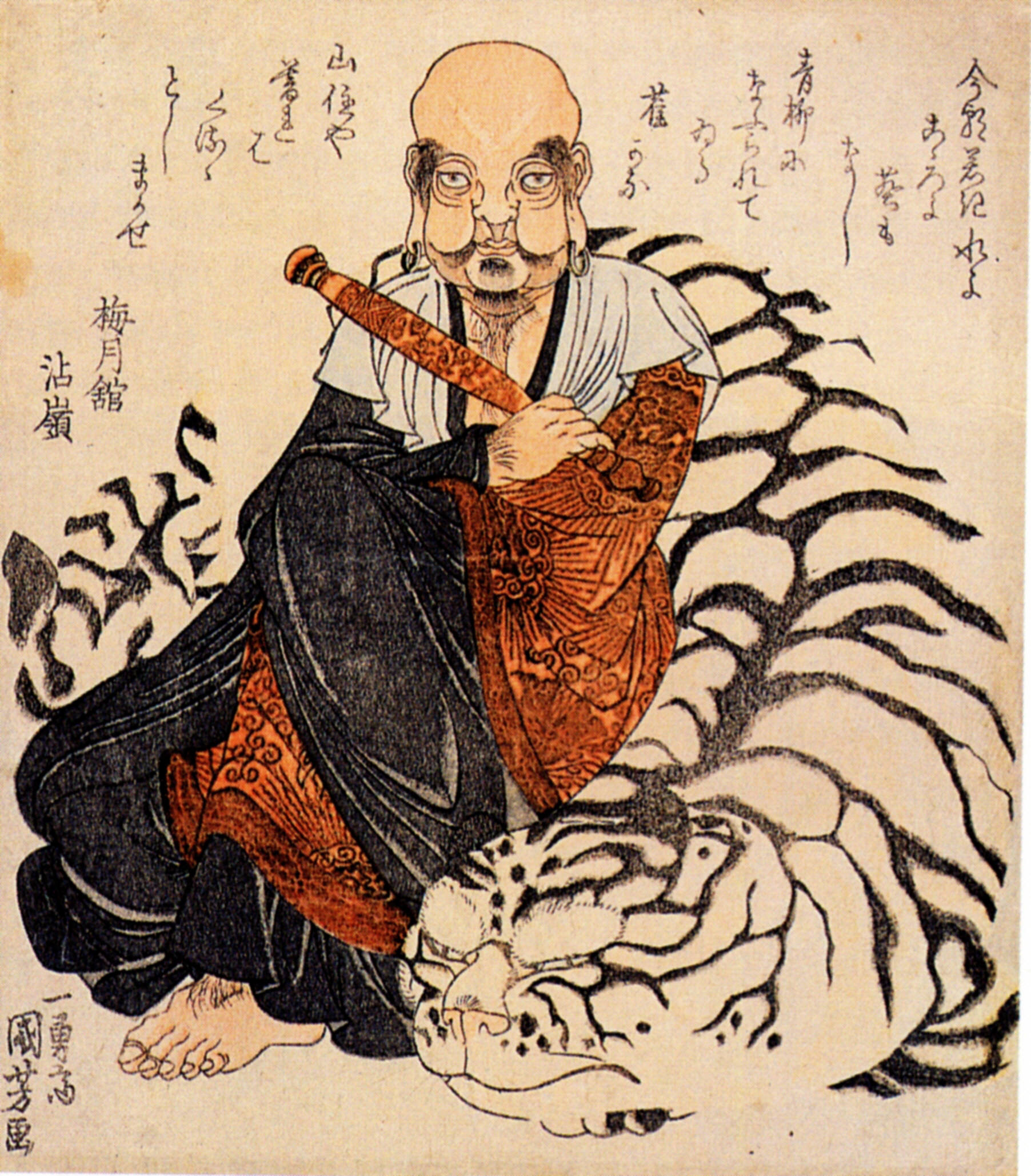
Hattara Sonja con la Tigre Bianca.